# 芜湖内思高级工业职业学校旧址
芜湖内思高级工业职业学校旧址是中国安徽省芜湖市的一座历史建筑，位于镜湖区雨耕山南麓，吉和南路26号雨耕山酒文化创意产业园，毗邻天主教芜湖圣若瑟主教座堂。该建筑由西班牙耶稣会建于1934年。

## 历史
1923年，天主教芜湖教区的西班牙籍耶稣会神父在芜湖开办内思学校。1933年，教会筹建新校舍，蒲庐主教从西班牙募集到大笔捐款，又从西班牙请来精通建筑学的郭若内修士，担任建设校舍的工程师。
1934年，蒲庐主教从英国人手中购买雨耕山山顶英驻芜领事官邸作为办公楼，又在附近土地上兴建规模宏大的校舍建筑。1935年12月16日竣工落成，为芜湖规模最大的学校，举行声势浩大的开幕典礼，用以提升天主教的影响。

## 建筑
内思学校校舍规模宏大，建筑面积达11483.00平方米，内部包括教室、实验室、实习工厂、剧院、舞厅等多种功能，集中布置。该建筑充分利用地形起伏，依山而建，南部山下五层，北部山上两层。其平面布局呈“日”字形，中间有走廊联通南北，东西两侧各有一个庭院。建筑风格中西合璧，立面强调垂直线条，而山墙采用徽派的马头墙式样。 地板采用进口红松。

## 现状
1951年以后，内思学校脱离天主教会管理，以后多次改名，一直作为校舍使用。1978年升格为安徽机电学院。2011年安徽机电职业技术学院迁出，由镜湖区政府修缮后，2013年成为雨耕山文化产业园的核心建筑。
2005年12月，芜湖内思高级工业职业学校旧址公布为芜湖市文物保护单位。2012年6月21日，公布为安徽省文物保护单位。2019年10月7日，又公布为第八批全国重点文物保护单位。